# Club Universitario de Deportes
Maillots
Actualités
Dernière mise à jour : 29 mai 2025.
L'Universitario de Deportes est un club péruvien de football, situé à Lima. 
Fondé le 7 août 1924, sous le nom de Federación Universitaria de Fútbol, l'Universitario a disputé tous les championnats de première division du Pérou depuis 1928. Avec 27 titres de champion, c'est le club le plus titré du pays. En 2012, l'IFFHS lui a concédé la distinction honorifique de plus grand club péruvien du XXe siècle.
Il joue face à son traditionnel rival Alianza Lima, le Superclásico du football péruvien. Au niveau international, son meilleur résultat reste une place de finaliste de la Copa Libertadores, acquise en 1972, face au club argentin d'Independiente.
Le club évolue au Stade Monumental – l'enceinte la plus grande du Pérou – depuis 2000. Il existe aussi d'autres sections sportives du club comme le volley-ball ou le basket-ball.

## Histoire
Source consultée : www.universitario.pe
Fondé le 7 août 1924 sous le nom de Federación Universitaria de Deportes par des étudiants de l'Université de San Marcos, le club est convié à participer au troisième championnat du Pérou organisé par la Fédération péruvienne de football, en 1928, où il obtient la 2e place. Cependant, il est sacré dès l'année suivante.
Le club adopte son nom définitif de Universitario de Deportes en 1933 et remporte son deuxième titre de champion en 1934 en prenant sa revanche sur son rival de toujours, l'Alianza Lima, qui l'avait battu en finale six ans auparavant. Jorge Alcalde et Teodoro Fernández en sont les meilleurs buteurs (10 buts chacun), mais ce dernier marquera de son empreinte l'Universitario en étant sacré meilleur buteur du championnat à sept reprises. Il est d'ailleurs le meilleur buteur historique du club avec 156 réalisations.
Avec un troisième titre en poche acquis en 1939, les années 1940 seront fastes puisque le club s'octroie les championnats de 1941, 1945, 1946 et 1949. Neuf ans après l'avènement du professionnalisme au Pérou, l'Universitario renoue avec la victoire et ouvre un deuxième cycle brillant avec l'obtention de six titres en dix ans entre 1959 et 1969 (voir palmarès).
Les années 1970 voient les Merengues atteindre la finale de la Copa Libertadores en 1972, au cours de laquelle ils s'inclinent devant les Argentins d'Independiente (0-0 à Lima et 1-2 à Buenos Aires). Sur le plan national, l'Universitario remporte le championnat à deux reprises en 1971 et 1974. À noter que lors de ce dernier championnat, le club établit un record de matchs sans défaite dans le football péruvien (36 rencontres, record qui tient toujours).
L'Universitario prend le large sur son vieux rival de l'Alianza Lima en remportant six championnats sur la période 1980-1995 (aucun titre pour les seconds). Mais c'est la fin des années 1990 qui reste dans les mémoires puisque le club réussit un triplé en s'adjugeant les championnats de 1998, 1999 et 2000.
Depuis le début du XXIe siècle, les résultats sont plus discrets au niveau national – seulement trois championnats remportés en 2009, 2013 et 2023 – laissant l'Alianza Lima et le Sporting Cristal empiler la plupart des titres au cours de cette période (sept titres chacun). Néanmoins, sur le plan international, la "U" devient le premier club à remporter la Copa Libertadores des moins de 20 ans en 2011.

## Résultats sportifs

### Palmarès
Source consultée : www.rsssf.com

| Compétitions nationales | Compétitions internationales |
| - Championnat du Pérou amateur (1926-1950) (7) : - Champion : 1929, 1934, 1939, 1941, 1945, 1946 et 1949. - Vice-champion : 1928, 1932, 1933 et 1940. - Championnat du Pérou (20) : - Champion : 1959, 1960, 1964, 1966, 1967, 1969, 1971, 1974, 1982, 1985, 1987, 1990, 1992, 1993, 1998, 1999, 2000, 2009, 2013 et 2023. - Vice-champion : 1955, 1965, 1970, 1972, 1978, 1984, 1988, 1995, 2002, 2008 et 2020. - Tournoi d'ouverture (7) : - Vainqueur : 1998, 1999, 2000, 2002, 2008, 2016 et 2020. - Deuxième : 2005. - Tournoi de clôture (2) : - Vainqueur : 2000 et 2023. - Deuxième : 1997, 1999, 2006 et 2007. - Championnat Métropolitain (6) : - Vainqueur : 1984, 1987, 1988, 1989, 1990 et 1991. - Copa Presidente de la República (1) : - Vainqueur : 1970. | - Copa Libertadores : - Finaliste : 1972. - Demi-finaliste : 1967, 1971 et 1975. - Copa CONMEBOL : - Demi-Finaliste : 1997. - Copa Libertadores des moins de 20 ans (1) : - Vainqueur : 2011. |

### Bilan et records
| - Saisons au sein du championnat du Pérou : 96 (1928-). - Saisons au sein du championnat du Pérou D2 : 0. - Saisons au sein de la Copa Perú (D3) : 0. - Plus large victoire obtenue en compétition officielle : - Universitario de Deportes 9:0 Atlético Torino (championnat 1970). - Plus large défaite concédée en compétition officielle : - Universitario de Deportes 0:6 Deportivo Municipal (championnat 1937). - Universitario de Deportes 0:6 Sport Boys (championnat 1994). | - Copa Libertadores : 34 participations. - Copa Sudamericana : 8 participations. - Copa CONMEBOL : 2 participations en 1992 et 1997. - Copa Merconorte : 4 participations en 1998, 1999, 2000 et 2001. - Plus large victoire obtenue en compétition officielle : - Universitario de Deportes 6:0 Always Ready (Copa Libertadores 1968). - Plus large défaite concédée en compétition officielle : - Rosario Central 6:0 Universitario de Deportes (Copa Libertadores 2001). - Palmeiras 6:0 Universitario de Deportes (Copa Libertadores 2021). Note: en italique, tournois disparus. |

## Couleurs

### Maillot
Le maillot d'Universitario est crème avec la lettre "U" en rouge sur la poitrine. Au départ, le maillot était de couleur blanche mais la couleur crème s'imposa à la suite d'une erreur s'étant produite au tout début de l'histoire du club. En effet, avant de jouer un match, les maillots étaient encore à la blanchisserie. Devant l'insistance des dirigeants, les blanchisseurs oublièrent d'enlever les insignes au moment de laver les maillots qui devinrent couleur crème au grand désarroi des premiers. Étant donné qu'il ne restait plus de temps pour avoir d'autres maillots, l'équipe joua le match et le gagna ainsi que les autres rencontres qui suivirent. Superstitieux, les joueurs et les dirigeants décidèrent alors de ne plus changer la couleur.
Historique
| \| 1924-1928 \| 1933-1956 \| 1972-2001 \| 2001 \| 2002 \| 2003 \| 2004 \| 2005 \| 2006 \| \| 2007 \| 2008 \| 2009 \| 2010 \| 2011 \| 2012 \| 2013 \| 2014 \| 2015 \| \| 2016 \| 2017 \| 2018 \| 2019 \| 2020 \| 2021 \| 2022 \| 2023 \| \| |           |           |      |      |      |      |      |      |
| 1924-1928 | 1933-1956 | 1972-2001 | 2001 | 2002 | 2003 | 2004 | 2005 | 2006 |
| 2007 | 2008      | 2009      | 2010 | 2011 | 2012 | 2013 | 2014 | 2015 |
| 2016 | 2017      | 2018      | 2019 | 2020 | 2021 | 2022 | 2023 |      |

| \| 2001 \| 2002 \| 2003-2004 \| 2005-2006 \| 2007-2008 \| 2009 \| 2010 \| 2011 \| \| 2012 \| 2013 \| 2014 \| 2015 \| 2016 \| 2017 \| 2018 \| 2019 \| \| 2020 \| 2021 \| 2022 \| \| \| \| \| \| |      |           |           |           |      |      |      |
| 2001 | 2002 | 2003-2004 | 2005-2006 | 2007-2008 | 2009 | 2010 | 2011 |
| 2012 | 2013 | 2014      | 2015      | 2016      | 2017 | 2018 | 2019 |
| 2020 | 2021 | 2022      |           |           |      |      |      |

## Structures du club

### Stade Monumental
L'Estadio Monumental, situé dans le quartier populaire d'Ate, est le stade principal du club. Il a été inauguré le 2 juillet 2000 avec la victoire de l'Universitario sur le Sporting Cristal 2-0, match comptant pour le championnat. Aujourd'hui, cette enceinte est la plus grande du Pérou (80 093 spectateurs) et accueille à l'occasion certains matchs de la sélection du Pérou.

### Autres
En outre, le club possède 3 autres centres sportifs : le Stade Lolo Fernández qui fut le premier stade du club (15 000 spectateurs), le complexe sportif Campo Mar - U qui abrite le Village Sportif (VIDU) et l'École de Football Lolo Fernández (pour l'entraînement des jeunes).
Le Stade Lolo Fernández, situé dans le quartier de Breña, est l'enceinte historique du club. Inauguré le 20 juillet 1952, avec la victoire de l'Universitario sur l'Universidad de Chile (4-2) – avec trois buts de Lolo Fernandez, idole du club, qui donna justement son nom au stade en question – il est désormais utilisé par l'équipe de volley-ball du club.

## Personnalités historiques du club

### Joueurs

#### Teodoro "Lolo" Fernández
Le joueur le plus emblématique du club depuis sa création est sans conteste Teodoro Fernández, surnommé "Lolo" Fernández, qui joua durant toute sa carrière pour le club (des années 1930 jusqu'en 1953). Attaquant doté d'une forte personnalité et très efficace devant le but, il est toujours resté fidèle au club malgré d'innombrables offres émanant d'autres clubs (la légende rapporte qu'il aurait reçu un chèque en blanc du club chilien de Colo-Colo qu'il refusa, pour ne pas quitter la "U").

#### Autres joueurs importants
Source consultée : www.movistardeportes.pe
| - Horacio Ballesteros - José Luis Carranza - José Carvallo - Mario de las Casas - Roberto Chale - Héctor Chumpitaz - Luis Cruzado - Fernando Cuéllar - Arturo Fernández - Eduardo Fernández - Plácido Galindo | - Jorge Góngora - Andrés González - Óscar Ibáñez - Luis La Fuente - Germán Leguía - Paolo Maldonado - Roberto Martínez - Jorge Amado Nunes - Juan Carlos Oblitas - Juan José Oré - Oswaldo Ramírez | - Pedro Requena - Percy Rojas - Daniel Ruiz La Rosa - Andrés da Silva - Nolberto Solano - José del Solar - Luis de Souza Ferreira - Alberto Terry - Ángel Uribe |

### Entraîneurs
Source consultée : www.daleucampeon.com
| Pays                   | Nom                                                 | Période   |
| ---------------------- | --------------------------------------------------- | --------- |
| Drapeau de l'Uruguay   | Adolfo Berger                                       | 1924-1927 |
|                        | Mario de las Casas                                  | 1927-1928 |
|                        | Andrés Rotta                                        | 1929      |
|                        | Mario de las Casas                                  | 1930      |
| Drapeau de l'Uruguay   | Julio Borelli                                       | 1931      |
|                        | Eduardo Astengo / Alberto Denegri / Plácido Galindo | 1932-1936 |
|                        | Alberto Denegri                                     | 1937-1938 |
|                        | Jack Greenwell                                      | 1939      |
|                        | Francisco Sabroso                                   | 1940      |
|                        | Arturo Fernández                                    | 1941-1951 |
| Drapeau du Pérou       | José Cuesta                                         | 1952-1953 |
| Drapeau du Pérou       | Arturo Fernández                                    | 1954-1958 |
| Drapeau du Pérou       | Augusto Gasco                                       | 1958      |
| Drapeau du Pérou       | Segundo Castillo                                    | 1958-1959 |
| Drapeau du Pérou       | Manuel Márquez                                      | 1960      |
| Drapeau du Pérou       | Segundo Castillo                                    | 1961      |
| Drapeau du Pérou       | Manuel Márquez                                      | 1961-1962 |
|                        | Miguel Ortega                                       | 1963      |
| Drapeau du Pérou       | Marcos Calderón                                     | 1964-1968 |
|                        | Paulo Bueno                                         | 1968      |
| Drapeau du Pérou       | Alejandro Heredia                                   | 1968      |
| Drapeau de l'Uruguay   | Roberto Scarone                                     | 1969-1972 |
| Drapeau du Pérou       | Alejandro Heredia                                   | 1972      |
| Drapeau du Pérou       | Roberto Reynoso                                     | 1973      |
| Drapeau de l'Uruguay   | Roberto Scarone                                     | 1973-1974 |
| Drapeau de l'Uruguay   | Juan E. Hohberg                                     | 1974-1975 |
| Drapeau du Pérou       | Ángel Uribe                                         | 1975      |
| Drapeau de l'Argentine | Sabino Bártoli                                      | 1976      |
| Drapeau du Pérou       | José Fernández                                      | 1977      |
| Drapeau de l'Uruguay   | Roberto Scarone                                     | 1978-1979 |
| Drapeau du Pérou       | Luis Cruzado                                        | 1980      |
| Drapeau du Pérou       | Luis Zacarías                                       | 1980      |
| Drapeau du Pérou       | Alejandro Heredia                                   | 1980      |
| Drapeau de l'Uruguay   | Roberto Scarone                                     | 1981-1983 |
| Drapeau du Pérou       | Juan J. Tan                                         | 1983      |
| Drapeau du Pérou       | Fernando Cuéllar                                    | 1983      |
| Drapeau de l'Argentine | José Ramos                                          | 1983-1984 |

| Pays                                                          | Nom                 | Période   |
| ------------------------------------------------------------- | ------------------- | --------- |
| Drapeau du Pérou                                              | Fernando Cuéllar    | 1984      |
| Drapeau du Pérou                                              | Marcos Calderón     | 1985-1986 |
| Drapeau du Pérou                                              | Percy Rojas         | 1986      |
|                                                               | José de Souza       | 1986-1987 |
| Drapeau du Pérou                                              | Percy Rojas         | 1987      |
| Drapeau du Pérou                                              | Juan Carlos Oblitas | 1987-1990 |
| Drapeau du Pérou                                              | Fernando Cuéllar    | 1990-1991 |
| Drapeau de la République fédérative socialiste de Yougoslavie | Iván Brzić          | 1991-1993 |
|                                                               | Ramón Quiroga       | 1993      |
| Drapeau de l'Uruguay                                          | Sergio Markarián    | 1993-1994 |
| Drapeau du Pérou                                              | Freddy Ternero      | 1994      |
| Drapeau de l'Uruguay                                          | Manuel Keosseian    | 1994      |
| Drapeau du Pérou                                              | Fernando Cuéllar    | 1994      |
| Drapeau de l'Uruguay                                          | Sergio Markarián    | 1995-1996 |
| Drapeau du Pérou                                              | Víctor Benavides    | 1996      |
| Drapeau de l'Argentine                                        | Eduardo Luján       | 1996      |
| Drapeau de la République fédérative socialiste de Yougoslavie | Iván Brzić          | 1997      |
| Drapeau du Pérou                                              | Víctor Benavides    | 1997      |
| Drapeau de l'Argentine                                        | Oswaldo Piazza      | 1998      |
| Drapeau du Pérou                                              | Miguel Company      | 1999      |
| Drapeau du Pérou                                              | Roberto Chale       | 1999-2001 |
| Drapeau du Pérou                                              | Teddy Cardama       | 2001      |
| Drapeau du Pérou                                              | Javier Chirinos     | 2001      |
| Drapeau de l'Argentine                                        | Ángel Cappa         | 2002      |
| Drapeau du Pérou                                              | Ricardo Valderrama  | 2002      |
| Drapeau de l'Argentine                                        | Oswaldo Piazza      | 2002      |
| Drapeau du Pérou                                              | Javier Chirinos     | 2002      |
| Drapeau de l'Uruguay                                          | Ricardo Ortiz       | 2003      |
| Drapeau du Pérou                                              | Javier Chirinos     | 2003      |
|                                                               | Ramón Quiroga       | 2003      |
| Drapeau du Pérou                                              | Roberto Martínez    | 2003      |
| Drapeau du Pérou                                              | Juan J. Oré         | 2003      |
| Drapeau de l'Argentine                                        | Oscar Malbernat     | 2004      |
| Drapeau de l'Argentine                                        | Marcelo Trobbiani   | 2004      |
| Drapeau du Pérou                                              | Luis Reyna          | 2004      |
| Drapeau du Pérou                                              | Ramón Mifflin       | 2004      |
| Drapeau de l'Argentine                                        | José Basualdo       | 2005      |
| Drapeau de l'Argentine                                        | Carlos Compagnucci  | 2005      |

| Pays                   | Nom                        | Période   |
| ---------------------- | -------------------------- | --------- |
| Drapeau de l'Argentine | Juan A. Sánchez            | 2006      |
|                        | Jorge A. Nunes             | 2006-2007 |
| Drapeau de la Colombie | Édgar Ospina               | 2007      |
|                        | Julio Gómez                | 2007      |
| Drapeau de l'Argentine | Ricardo Gareca             | 2007-2008 |
| Drapeau du Pérou       | Juan Reynoso               | 2009-2010 |
| Drapeau de l'Argentine | Salvador Capitano          | 2010      |
| Drapeau du Pérou       | Javier Chirinos            | 2010      |
| Drapeau du Pérou       | José del Solar             | 2010-2012 |
| Drapeau du Pérou       | Nolberto Solano            | 2012      |
| Drapeau du Pérou       | Javier Chirinos            | 2012      |
| Drapeau de l'Argentine | Ángel Comizzo              | 2013-2014 |
| Drapeau du Pérou       | Carlos Silvestri           | 2014      |
| Drapeau du Pérou       | José del Solar             | 2014      |
|                        | Óscar Ibáñez               | 2014-2015 |
| Drapeau du Pérou       | Carlos Silvestri           | 2015      |
| Drapeau de la Colombie | Luis F. Suárez             | 2015      |
| Drapeau du Pérou       | Juan Pajuelo (intérim)     | 2015      |
| Drapeau du Pérou       | Roberto Chale              | 2015-2016 |
| Drapeau du Pérou       | José L. Carranza (intérim) | 2016      |
| Drapeau du Pérou       | Roberto Chale              | 2017      |
| Drapeau de l'Argentine | Pedro Troglio              | 2017-2018 |
| Drapeau du Pérou       | Javier Chirinos (intérim)  | 2018      |
| Drapeau du Chili       | Nicolás Córdova            | 2018-2019 |
| Drapeau du Pérou       | Juan Pajuelo (intérim)     | 2019      |
| Drapeau de l'Argentine | Ángel Comizzo              | 2019      |
| Drapeau de l'Uruguay   | Gregorio Pérez             | 2020      |
| Drapeau de l'Argentine | Ángel Comizzo              | 2020-2021 |
| Drapeau du Pérou       | Juan Pajuelo (intérim)     | 2021      |
| Drapeau de l'Uruguay   | Gregorio Pérez             | 2021-2022 |
| Drapeau de l'Uruguay   | Edgardo Adinolfi (intérim) | 2022      |
| Drapeau du Pérou       | Manuel Barreto (intérim)   | 2022      |
| Drapeau de l'Uruguay   | Álvaro Gutiérrez           | 2022      |
| Drapeau du Pérou       | Jorge Araujo (intérim)     | 2022      |
| Drapeau de l'Argentine | Carlos Compagnucci         | 2022-2023 |
| Drapeau du Pérou       | Jorge Araujo (intérim)     | 2023      |
| Drapeau de l'Uruguay   | Jorge Fossati              | 2023      |
| Drapeau de l'Argentine | Fabian Bustos              | 2024-2025 |
| Drapeau de l'Uruguay   | Jorge Fossati              | 2025-     |

## Culture populaire

### Surnoms et supporters
L'Universitario de Deportes porte divers surnoms, on peut citer La U, Los Cremas ou Los Merengues (en référence à la couleur du maillot), El Cuadro Estudiantil (en référence à sa fondation par des étudiants de l'Université de San Marcos), Los de Odriozola (en référence à l'emplacement du stade historique du club, rue Odriozola, dans le quartier de Breña, à Lima) ou encore la Garra Crema, appellation qui fait allusion à la grinta de l'équipe, composante fondamentale de l'identité du club.
Dans les années 1960 est créée la première association de supporters, la Asociación Barra Dale U, plus connue sous le nom de Barra Oriente. Le 9 novembre 1988 naît la Trinchera Norte « la Tranchée Nord » véritable barra brava du club.

### Popularité
L'Universitario de Deportes et l'Alianza Lima sont les clubs qui comptent le plus grand nombre de supporters dans le pays (19 % et 26 % respectivement, d'après un sondage de Datum Internacional de décembre 2018). Un peu plus loin derrière se situe le Sporting Cristal avec 9 % de préférence parmi les sondés.
Parmi ses supporters célèbres on peut citer l'écrivain Mario Vargas Llosa, qui est membre honoraire du club depuis 2011.

### Rivalités

#### Avec l'Alianza Lima
L'Universitario de Deportes entretient une féroce rivalité avec l'Alianza Lima – les deux clubs se partageant la sympathie des Péruviens – à l'instar de l'antagonisme, toutes proportions gardées, entre Boca Juniors et River Plate en Argentine. 
Née en 1928 et connue sous le nom de Superclásico, cette rivalité les a opposés à 371 reprises avec un léger avantage pour l'Alianza Lima qui s'est imposé 142 fois contre 124 victoires de l'Universitario (et 105 matchs nuls).

#### Autres
Les Merengues connaissent d'autres antagonismes de moindre intensité avec notamment le Sporting Cristal et le Deportivo Municipal. Curieusement ces deux rivalités portent le même nom de Clásico moderno.

## Autres équipes
Le Club Universitario dispute trois sports au niveau professionnel: le football, le volley-ball et le basket-ball. 
- Le football :
  - 2e division : en plus de l'équipe première, le club a participé sous le nom d'América Cochahuayco en 2e division. Il a fini sixième de ce championnat en 2007. Néanmoins l'América Cochahuayco, qui a changé de nom afin de devenir l'U América FC, est relégué en Copa Perú (D3) en 2011. Il demeure inactif depuis 2017.
  - Équipe réserve : l'Universitario compte une équipe réserve qui dispute en parallèle du championnat du Pérou le Torneo de Promoción y Reserva – championnat des équipes réserve du pays – qu'il a remporté à deux reprises (2014-I et 2015-I).
  - Les catégories inférieures : pour les équipes de jeunes entre 5 et 18 ans[16].
  - Le football féminin : la section féminine du club a remporté cinq championnats du Pérou (2015, 2016, 2016-2017, 2019 et 2023). Aujourd'hui, il existe une académie de football pour les filles entre 10 et 17 ans.
  - Le futsal : le club a représenté le Pérou dans divers championnats sud-américains.
- Le volley-ball : l'équipe féminine joue le championnat national. Il existe une école de volley.
- Le basket-ball : le club a participé à divers championnats par le passé. Il existe une école de basket.